# NOMARS

USX-1 Defiant

Програма NOMARS (No Manning Required Ship) — ініціатива Агентства передових оборонних дослідницьких проєктів США (DARPA), спрямована на створення повністю безекіпажного надводного корабля. Метою є проєктування судна «з нуля» без врахування потреб людини на борту — без житлових приміщень, систем підтримки життя та ручного керування. 

## Історія
Програма реалізується з 2020 року.
У 2022 році DARPA обрала компанію Serco North America як основного підрядника для побудови експериментального корабля USX‑1 Defiant, що отримав перемогу серед проєктів компаній Leidos, L3Harris та Siemens.
Конструкція судна передбачає використання принципу «graceful degradation», що дозволяє зберігати функціональність навіть після часткових відмов обладнання. Це досягається за рахунок дублювання ключових підсистем та внутрішньої живучості, розрахованої на щонайменше один рік автономної експлуатації.
У грудні 2024 року було успішно проведено випробування автоматичної дозаправки на ходу (FAS) між платформами Ranger і Mariner, які, хоча й не є частиною програми NOMARS, використовувались для попередніх випробувань ключових технологій.
У лютому 2025 року будівництво USX‑1 Defiant було завершено на верфі Nichols Brothers Boat Builders у місті Фріленд, штат Вашингтон. У березні 2025 року судно пройшло швартові випробування і вийшло на перші морські ходові тести поблизу військово-морської бази NAS Whidbey Island в акваторії П'юджет-Саунд.